# Кордон. Тайговий роман
«Кордон. Тайговий роман» (рос. Граница. Таёжный роман) — російський драматичний телесеріал 2000 р. На основі серіалу змонтований повнометражний фільм «Тайговий роман», в якому збереглася основна сюжетна лінія, але були вирізані деякі епізоди.
Тайговий роман — серіал про три військові сім'ї, за основу сюжету взята лінія стосунків Івана Столбова та Марини Голощокіної.

## Сюжет
Події відбуваються в 1970 році на Далекому Сході у військовому гарнізоні на кордоні з Китаєм. Микита Голощокін — офіцер Радянської Армії й одночасно професійний контрабандист, що допомагає китайцям переправляти наркотики через кордон. Пакети з наркотичними речовинами ретельно упаковані всередину свіжої риби, жаб. Його дружина Марина — лікар в медсанчастині прикордонного гарнізону. Одного разу на чергових військових навчаннях в результаті нещасного випадку постраждав Іван Столбов, молодий офіцер. Обробляючи йому рану, Марина закохується в молодого хлопця, цим зав'язується подальша історія.
Довгий час Іван і Марина ретельно приховують свої відносини від усіх, в маленькому містечку все швидко стає відомим, жінка вагітніє. Її чоловік розуміє, що дитина не від нього, тому вирішує вбити Столбова. Роблячи кілька спроб — втопити в болоті, застрелити, спалити в лазні — спроба Микити свого суперника знищити провалилась.

## Ролі

### Головні
- Олексій Гуськов — капітан Микита Голощокін
- Ольга Будіна — Марина Голощокіна
- Марат Башаров — лейтенант Іван Столбов
- Михайло Єфремов — старший лейтенант Олексій Жгут
- Олена Панова — Галина Жгут, дружина старшого лейтенанта Жгута
- Рената Литвинова — прапорщик (у погонах старшини) Альбіна Ворон
- Андрій Панін — майор В'ячеслав Ворон
- Володимир Симонов — співак Вадим Глинський

### Другорядні
- Олександр Карпіловський — рядовий Микола Васютін
- Олексій Усольцев — сержант Братеев
- Олексій Алексєєв — рядовий Стьопочкін
- Геннадій Соловйов — рядовий Рижеєв
- Саїд Дашук-Нігматулін — рядовий Умаров
- Олексій Панін — рядовий Микола Жигулін
- Михайло Жигалов — полковник Борзов, командир гарнізону
- Галина Польських — Марія, дружина командира гарнізону
- Олександр Семчев — майор Сердюк, замполіт

## Музика
- Сергій Мазаєв — «Я тебя никому не отдам»
- Анатолій Кулєшов — «Лесные пожары», «Волной любви»
- Ігор Матвієнко — «Ты неси меня, река» (в оригиналі пісню виконує група «Любэ»)

У 2002 р. виданий альбом-саундтрек до фільму "Кордон. Тайговий роман "(Audio CD, « Real Records»).